# Очеви и деца
"Очеви и деца" (рус. Отцы и дети) је роман руског писца Ивана Сергејевича Тургењева, који је написан у времену између 1860. и 1861. године. У овом роману Иван Тургењев први пут дефинише појам нихилизам коме супротставља "позитивног хероја“.

## Радња
Радња романа започиње 20. маја 1859. године. Отац, Николај Кирсанов, дочекује сина Аркадија, који треба да стигне из Петрограда, где је управо завршио Универзитет. Након петосатног ишчекивања, Аркадије коначно стиже, али са собом доводи и пријатеља Јевгенија Базарова, доктора ког веома цени и поштује. Сви заједно одлазе у Марјино - Николајев посед на коме је он проживео 10 мирних и лепих година са својом, сада покојном, супругом Машом и сином Аркадијем. Сада су се ствари промениле: Маша је умрла, тамо се сада настанио и Николајев брат Павел Петрович, а Николај је успео да заволи драгу и милу жену Фењечку с којом има шестомесечног сина.
Већ сасвим на почетку видимо неминовни сукоб генерација. Николају је веома неугодно због Фењечке, док Аркадије отворено пита о њој и брзо одлази да је поздрави. Такве, и сличне несугласице збивају се међу њима, али велика љубав између оца и сина и попуштање с обе стране, ипак не допушта праву свађу. Међутим прави сукоб настаје између Базарова и Павла Петровича. Док је Базаров нихилиста, бунтовник који све пориче и ништа не признаје, Павле Петрович је прави аристократа, углађен, конзервативан англоман са манирима правог господина. Тако дани пролазе у ситним и већим препиркама. Након два месеца стиже писмо од Матвеја Иљича, даљег рођака Николаја, који позива Павла, Николаја и Аркадија да дођу у град. Међутим Павле и Николај не желе да слушају његова хвалисања, па уместо њих одлазе Аркадије и Базаров користећи тако ову прилику да се мало склоне од препирки које већ помало прете кулминацијом.
У граду, на једном балу, упознају Ану Сергејевну Одинцову, жену која их је одмах очарала, иако Базаров то не испољава отворено. Она их позива у посету и они поведени знатижељом већ сутрадан одлазе у апартман у ком је она одсела, а три дана касније одлазе у Никољско на њено имање, где остају 15 дана. Аркадије ужива у дугим разговорима са љупком и живахном Анином сестром Катјом, иако је мало тужан јер, како се чини, Ани је занимљивији Базаров. Али ни Базаров није равнодушан према Ани и то га много љути, јер за њега је идеална, романтична љубав потпуна бесмислица. Међутим, осећањима се не може управљати, и он јој коначно изјављује љубав. Иако није равнодушна према њему, она га одбија, јер јој је душевни мир ипак дражи.
Зато они и одлазе, овог пута код родитеља Базарова. Они га дочекују скоро као што је Николај Аркадија, види се да им је много недостајао. Међутим тек се овде незадовољство и ситно непријатељство међу Аркадијем и Базаровим распламсава. Базаров, нестрпљив, жели да ради нове експерименте и сецирања несметано, као код Кирсанових, само овде то није могуће, јер га родитељи нису видели три године.
Они поново одлазе у Марјино, где су им се сви обрадовали. Базаров се поново упушта у препирке с Павлом Петровичем, и то коначно достиже врхунац: Павле га позива на двобој подстакнут Базаровољевом склоношћу према Фењечки, коју је и овај потајно заволео. У двобоју Павле је рањен у ногу, али рана је лака и безопасна, а Базаров му пружа лекарску помоћ и Павле му при одласку пружа руку, настојећи да буде великодушан.
Аркадије је отишао од куће још пре овог догађаја, под изговором да има неког посла у граду. Заправо, он одлази у Никољско, а нисам није свестан да га заправо Катја вуче тамо. Ускоро му се придружује и Базаров. Он се поново зближава с Аном и обоје уживају у занимљивим разговорима. Аркадије је све више свестан своје љубави према Катји, и коначно је проси. Уз Анин благослов, Аркадије одлази код оца да затражи и његово одобрење, а Базаров такође одлази својој кући. При раду са болесницима, заразио се тифусом, и нема му помоћи, па шаље поруку Ани да је на самрти. Она долази већ следећег дана, и он умире, па напокон проналази свој мир.
Код Кирсанових, неколико месеци након овог жалосног догађаја, слави се женидба Аркадија и Катје, као и Николаја и Фењечке, који су добили Павлов благослов, а он убрзо одлази и почиње да живи у Дрездену где има познанике међу Енглезима и Французима.
Ана Сергејевна такође се удала, међутим не из љубави, већ из уверења, за једног од будућих руских јавних посланика, веома паметног човека, с којим можда и доживи љубав.
А Базаровљеви родитељи, пуни љубави, сваког дана одлазе на синов гроб и горко плачу над каменом под којим се налази њихов син.

## Ликови
- Јевгеније Васиљевич Базаров
- Аркадије Николајевич Кирсанов
- Николај Петрович Кирсанов
- Ана Сергејевна Одинцова
- Павел Петрович Кирсанов
- Катја Сергејевна Одинцова
- Фењечка